# Thelocactus lausseri
Thelocactus lausseri là một loài thực vật có hoa trong họ Cactaceae. Loài này được Riha & Busek miêu tả khoa học đầu tiên năm 1986.